# L'Été des poissons volants
Pour plus de détails, voir Fiche technique et Distribution.
L'Été des poissons volants (El verano de los peces voladores) est une comédie dramatique franco-chilienne coécrite et réalisée par Marcela Said, sorti en 2013.

## Fiche technique
- Titre original : El verano de los peces voladores
- Titre français : L'Été des poissons volants
- Réalisation : Marcela Said
- Scénario : Julio Rojas et Marcela Said
- Direction artistique :
- Décors : Angela Torti
- Costumes :
- Montage : Jean de Certeau
- Musique : Alexander Zekke
- Photographie : Inti Briones
- Son : Nicolas Leroy
- Production : Bruno Bettati
- Sociétés de production :
- Sociétés de distribution :  Alpha Violet
- Pays d’origine :  France/ Chili
- Budget :
- Langue : espagnol/mapudungun
- Durée : 90 minutes
- Format :
- Genre : comédie dramatique
- Dates de sortie :
  -  France : mai 2013 (festival de Cannes 2013) ; 20 mai 2013 (sortie nationale)

## Distribution
- Gregory Cohen : Francisco
- Francisca Walker : Manena
- Roberto Cayuqueo : Pedro
- Bastián Bodenhöfer : Carlos
- Guillermo Lorca
- Paola Lattus
- María Izquierdo : Teresa
- Emilia Lara : Isidora

## Distinctions

### Nominations
- Festival de Cannes 2013 : en compétition, sélection « Quinzaine des réalisateurs »
- Festival international du film de Toronto 2013